# Oscar K. Allen

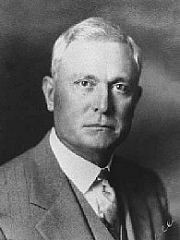
Oscar K. Allen

Oscar Kelley Allen (* 8. August 1882 in Winnfield, Winn Parish, Louisiana; † 28. Januar 1936 in Baton Rouge, Louisiana) war ein US-amerikanischer Politiker (Demokratische Partei) und von 1932 bis 1936 Gouverneur des Bundesstaates Louisiana.

## Frühe Jahre und politischer Aufstieg
Oscar Allen besuchte das Springfield Normal and Business College in Missouri und dann die Trinity University in San Antonio. Nach seiner Schulzeit war er für einige Zeit Lehrer. Danach war er unter anderem in der Landwirtschaft, bei der Eisenbahn und im Ölgeschäft tätig. Von 1916 bis 1920 war er in der Verwaltung des Winn Parish angestellt. Zwischen 1924 und 1927 war er in dem gleichen Bezirk bei der Polizeiverwaltung (Police jury clerk) beschäftigt. Danach war er von 1927 bis 1931 Mitglied des Senats von Louisiana. Er war ein Anhänger von Huey Pierce Long, der damals die Demokratische Partei in Louisiana führte. Im Senat war er Fraktionschef der demokratischen Abgeordneten sowie von 1928 bis 1930 Vorsitzender des Autobahnausschusses (Highway Commission), bis ein Gericht entschied, dass dieses Amt unvereinbar mit seiner Tätigkeit als Staatssenator war.

## Gouverneur von Louisiana
Mit Hilfe von Huey Long wurde Oscar Allen als Kandidat seiner Partei am 19. April 1932 zum neuen Gouverneur seines Staates gewählt. Long selbst war zwischenzeitlich US-Senator geworden. Allen trat sein neues Amt am 16. Mai 1932 an. Als Gouverneur war er der verlängerte Arm von Long, der auf diese Weise weiterhin die Kontrolle über die Regierung des Staates behielt. In Allens Amtszeit wurden allmählich die Folgen der Weltwirtschaftskrise überwunden. Der Ausbau der Straßen wurde vorangetrieben und das öffentliche Schulsystem verbessert. Die Louisiana State University und die staatlichen Krankenhäuser wurden modernisiert.

## Tod
Im September 1935 fiel Allens Mentor Huey Long einem Attentat zum Opfer. Seine Partei nominierte ihn daraufhin zu Longs Nachfolger im US-Senat. Dort sollte er die Legislaturperiode bis zu den Kongresswahlen beenden. Noch ehe er seinen Sitz in Washington einnehmen konnte, erlitt er am 28. Januar 1936 einen tödlichen Hirnschlag. Das Senatsmandat ging dann zunächst an die Witwe des verstorbenen Senators, Rose McConnell Long, und nach den nächsten Wahlen an Allen J. Ellender. Das Amt des Gouverneurs fiel an den neuen Vizegouverneur James A. Noe. Der eigentliche Vizegouverneur John B. Fournet war nach seiner Wahl an den obersten Gerichtshof von Louisiana zurückgetreten, worauf Noe als Präsident des Senats von Louisiana neuer Vizegouverneur und nach Allens Tod dessen Nachfolger wurde. Oscar Allen war mit Florence Scott verheiratet, mit der er drei Kinder hatte.